# 압달라 시마
압달라 디포 시마(프랑스어: Abdallah Dipo Sima, 2001년 6월 17일 ~ )는 스코티시 프리미어십 클럽 레인저스와 세네갈 국가대표팀에서 공격수로 뛰고 있는 세네갈의 프로 축구 선수이다.

## 구단 경력

### 슬라비아 프라하
2020년 7월 23일, 슬라비아 프라하는 시마가 클럽의 B팀에서 처음으로 뛰기로 서명했다고 발표했다. 보헤미안 풋볼 리그의 B팀에서 6경기 4골을 넣은 후, 시마는 2020년 9월 26일 1. FC 슬로바츠코와의 경기에서 데뷔 전을 치렀다. 2020년 11월 5일, 시마는 니스와의 UEFA 유로파리그 3-2 승리에서 클럽의 첫 골을 넣었다. 2021년 5월 20일, 시마는 1-0으로 이긴 빅토리아 플젠와의 체코컵 결승전에서 유일한 골을 넣었다. 클럽에서의 첫 시즌에, 시마는 체코 1부 리그 11골, 체코컵 1골, 유로파리그 4골을 넣었고, 슬라비아 프라하의 모든 대회에 33경기에 출전하여 16골을 넣었다.

### 브라이턴 & 호브 앨비언
2021년 8월 31일, 사마는 프리미어리그의 브라이턴 & 호브 앨비언과 4년 계약으로 비공개 이적료를 받고 입단했다.

#### 스토크 시티로의 임대
브라이턴에 합류하기 위해 잉글랜드로 건너간 시마는 2021-22 시즌 동안 챔피언십 팀인 스토크 시티로 즉시 임대되었다. 그는 2021년 9월 15일에 첫 경기를 치렀고, 76분에 교체로 들어가 1-1로 비긴 반즐리와의 홈 경기에서 제이컵 브라운과 교체되었다. 시마는 부상 좌절로 인해 12월에 모 구단인 브라이턴으로 복귀할 가능성이 있다는 평가를 받았고, 《포터스》의 모든 대회에 4경기 출전에 그쳤다.

#### 앙제로의 임대
2022년 7월 13일, 시마는 리그 1의 앙제에 한 시즌 임대되었다.

#### 레인저스로의 임대
2023년 6월 29일, 시마는 스코티시 프리미어십 클럽 레인저스에 시즌 임대로 합류했다. 그는 킬마녹과의 원정 경기에서 1-0으로 패한 것을 시작으로 2023년 8월 5일 클럽 데뷔 전을 치렀다. 그는 2023년 8월 12일 리빙스턴과의 홈 경기에서 레인저스에서 첫 골을 넣었다.

## 국가대표팀 경력
시마는 2021년 3월 26일 콩고 공화국과의 2021년 아프리카 네이션스컵 예선에서 세네갈 국가대표팀 데뷔 전을 치렀다.
2023년 12월, 그는 코트디부아르에서 열린 연기된 2023년 아프리카 네이션스컵에 참가할 세네갈 선수단에 이름을 올렸다.